# Chivaenius kryzhanovskiji
Chivaenius kryzhanovskiji är en skalbaggsart som beskrevs av Olexa 1980. Chivaenius kryzhanovskiji ingår i släktet Chivaenius och familjen stumpbaggar. Inga underarter finns listade i Catalogue of Life.